# 仙台泉プレミアム・アウトレット

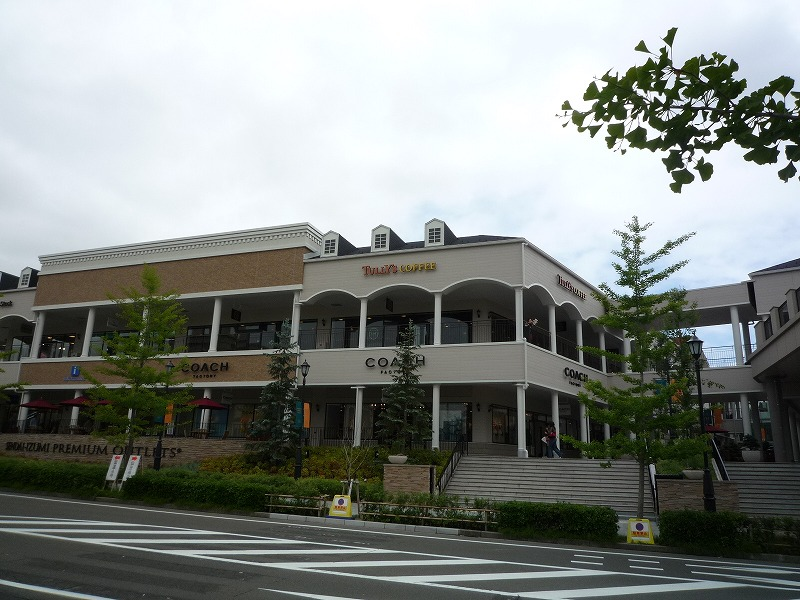
店舗側入口

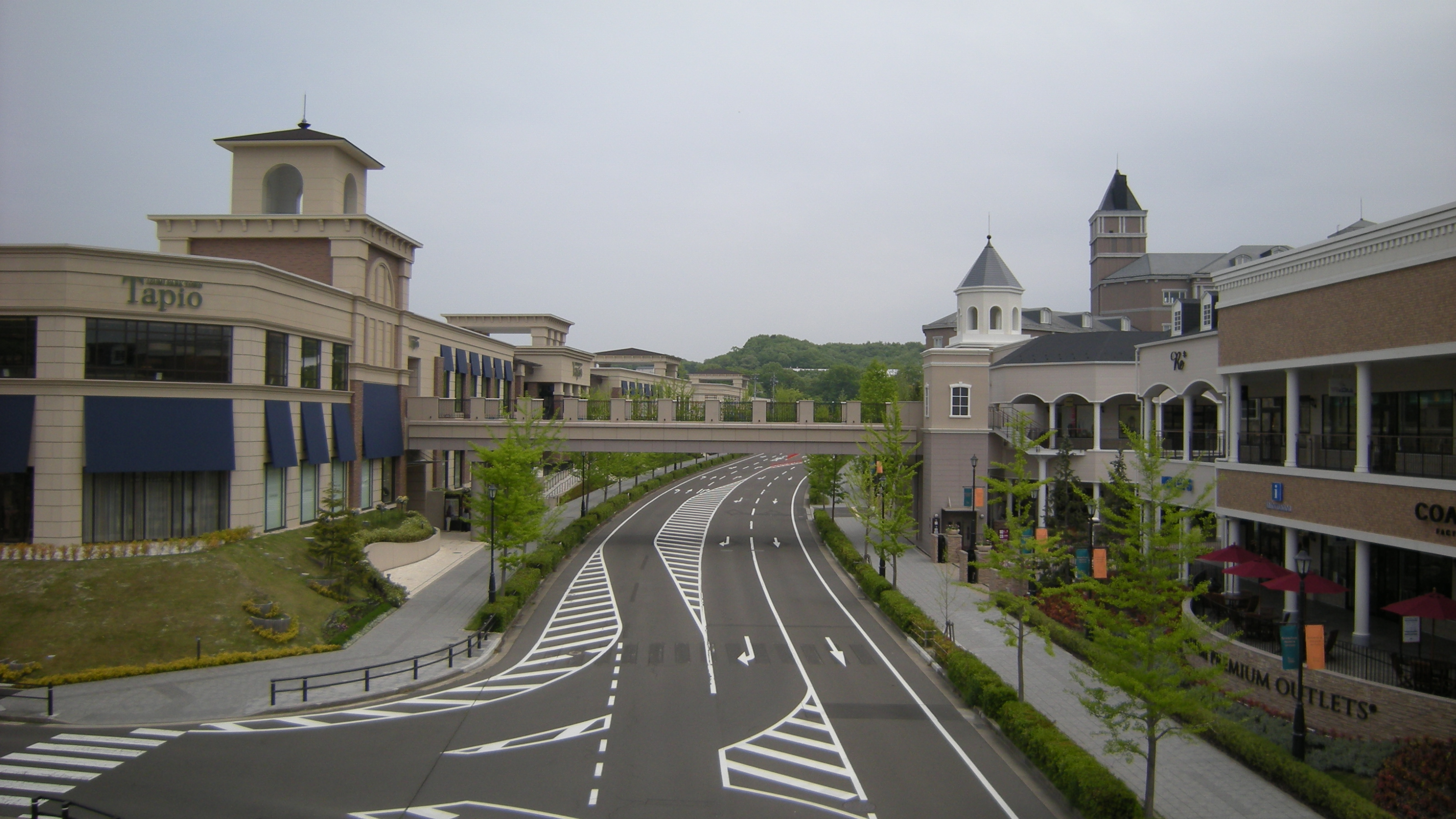
タピオ（左）と仙台泉PO（右）、および両者を接続するペデストリアンデッキ。

仙台泉プレミアム・アウトレット（せんだいいずみプレミアム・アウトレット）は、宮城県仙台市泉区に所在するアウトレットモール。三菱地所グループの三菱地所・サイモンが運営する。以下、本項では「仙台泉PO」と記載する。また、本項では西側隣接地に同時開業した三菱地所グループの商業施設「泉パークタウン タピオ」についても後述する。

## 概要
仙台泉POは、仙台市都心部から北西郊外に位置する、三菱地所が開発したニュータウン「泉パークタウン」内に立地する（三菱地所・サイモンは三菱地所の連結子会社）。周辺には、宮城県図書館、宮城大学、各種研究所などが集まる文教地区である。
仙台・宮城デスティネーションキャンペーン（以下、仙台・宮城DC）中の2008年10月16日に開業した。商圏を仙台経済圏約300万人と見なし、来場者は年間150万人、年間売上高は80億円を見込んでいる。外観は、東北地方と緯度および気候が似ているアメリカ合衆国東海岸のニューイングランド地方をイメージして造られている。
仙台泉POがあるブロックには、北東部分に既に三菱地所グループの「仙台ロイヤルパークホテル」（以下「仙台RPホテル」）があるほか、仙台泉POの西側隣接地には、三菱地所がショッピングセンター「泉パークタウン タピオ」（以下「タピオ」）を同日開業させた。タピオと仙台泉POとはペデストリアンデッキで繋がっており、タピオには一般の専門店モールおよびスーパーマーケットが入居する。仙台泉PO内の飲食店を1店舗に絞り込む一方、他の郊外大型アウトレットモールにおけるフードコートの役割をタピオに、さらに高級な飲食に対する需要は仙台RPホテルに持たせることで、飲食をキーワードにブロック内において来客者の回遊性を上げる戦略になっている。
なお、仙台泉POの「コア商圏」の人口300万人は同社のPOの中で最小 である上、三井アウトレットパーク 仙台港（三井アウトレットパーク系列。以下「MOP仙台港」）が、都心部北東郊外の仙台港背後地（みなと仙台ゆめタウン）に同年9月12日に開業したほか、西郊外にもヒルサイドショップス&アウトレットが既に開業しているため、アウトレットモール同士の三つ巴の競争が予想された。三菱地所・サイモンとしては「アウトレットモール同士で互いに切磋琢磨する」として、相乗効果による集客増には言及しておらず、また、他のPOの立地と違って都心部に近接するため「もう少し距離を置いた立地が良かった」としており、都心立地型を主体とするMOPとの考え方の違いを見せる。
他方、都心部でも仙台・宮城DCに合わせてS-PALIIや仙台パルコなどの競合他社も新規開業し、仙台フォーラスなどの他の既存大型店も改装・店子の入れ替え・集客イベント開催などをし、高級ブランド店が入居する藤崎や仙台三越も増床する予定になっているなど、郊外でのアウトレットモール競争に対抗して都心部の競争力強化が行われており、商業地図の変革が予想されている。

## 沿革
- 2007年（平成19年）
  - 2月8日 - 出店計画がマスコミ報道される。
  - 6月27日 - 出店計画の正式発表[8]。
- 2008年（平成20年）10月16日 - 開業。隣接する泉パークタウン タピオも同時開業。
- 2011年（平成23年）
  - 3月11日 - 東北地方太平洋沖地震（東日本大震災）により、施設の電気系統や空調設備が被害を受けたため全館臨時休業[9]。
  - 6月17日 - 営業再開[9]。

## 泉パークタウン タピオ
仙台泉POと、仙台市道泉2019号・寺岡幹線3号線をはさんだ西側隣接地に同時開業した商業施設。同じく三菱地所グループである三菱地所リテールマネジメントが運営する。不動産証券化スキームを用いて開発されており、大規模小売店舗立地法届出上の施設所有者は当初の三菱地所から三井住友信託銀行に移管されている。食品スーパー（TSUKASA-YA）が入居し、食品・日用品・衣料品のほか飲食店の計約80店により客が日常的に訪れることを目指し、平均年4回程度の来客頻度を想定する仙台泉POとの相乗効果を企図している。
施設名称は、フィンランド神話に登場する森の精霊または神であるタピオに因む。また、「森と湖の国」と称されるフィンランドの都市開発思想と「森の街 泉パークタウン」のそれとの類似性、および、「杜の都・仙台」もこの名称を選択した理由となっている。

## アクセス
- バス
  - 仙台駅のバス乗り場および泉中央駅より宮城交通の路線バスを利用。最寄バス停下車。

## その他、競合施設の動向
以下はいずれも当施設の開業年（2008年）に起きた事柄である。
- 3月15日 - イオン仙台泉大沢ショッピングセンター（現・イオンタウン仙台泉大沢。専門店104店舗を含む）が開業。イオン富谷ショッピングセンター（現・イオンモール富谷）から1.6km程しか離れていないため自社商業施設同士での商圏の食い合いが想定されるが、仙台都市圏南部のイオンモール名取（現・イオンモール名取。専門店170店舗を含む）並みの専門店モールを入れ、仙台都市圏北部における仙台泉POおよびMOP仙台港の対策としている。
- この年の春には、泉中央にある専門店ビルのセルバが店子110店のうち15店を入れ替えた。施設側は「アウトレット対策ではない」としている[10]。
- 10月10日 - 仙台泉POの開店に先駆けて、仙台市西郊にある「仙台ヒルサイドアウトレット」が「ヒルサイドショップス&アウトレット」に改称しリニューアルオープンした。
- 10月17日〜19日 - 仙台泉POの開店に合わせて、仙台フォーラスが観覧無料のファッションショー「仙台コレクション」をぶらんどーむ一番町にて開催。